# Ousman Badjie (General)

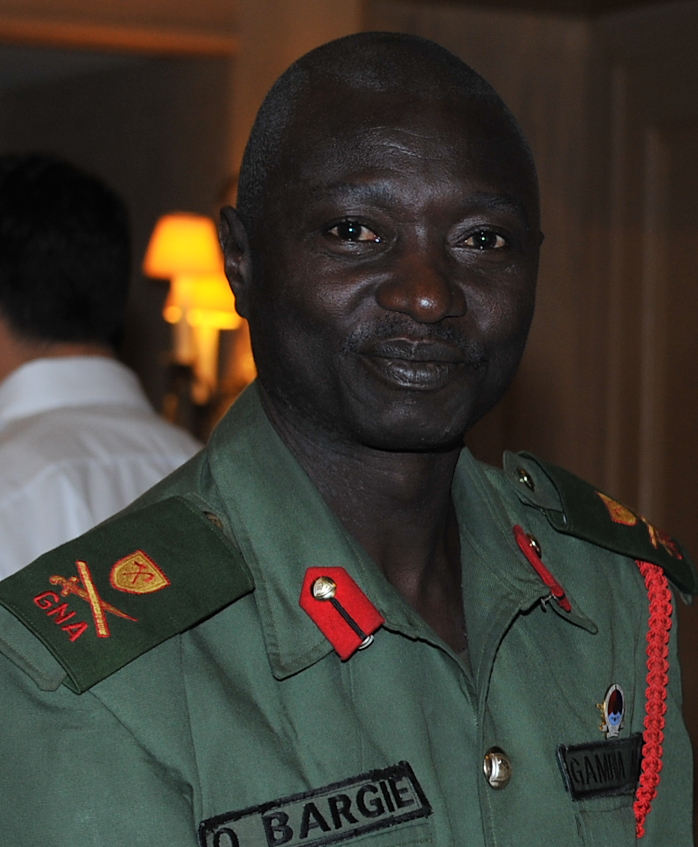
Ousman Badjie

Ousman Badjie (* 15. November 1967 in Sibanor) ist Generalleutnant im westafrikanischen Staat Gambia. Er war Oberbefehlshaber der gambischen Streitkräfte.

## Leben
Im Anschluss an den Besuch der Grundschule von 1976 bis 1982 ging Badjie auf die Nusrat High School. Anschließend schloss er sich am 4. Januar 1987 der Gambia National Army an. Im November 1995 erreichte er den Rang eines Second Lieutenant.
Major Badjie folgte im Juli 2012 auf Generalleutnant Masaneh Kinteh in der Funktion des Oberbefehlshabers der Streitkräfte (englisch Chief of Defence Forces and of the Army of the Gambia, CDS), er war zuvor Stellvertreter von Kinteh.
In der Krise nach der Präsidentschaftswahl in Gambia 2016, bei denen der amtierende Staatspräsident Yahya Jammeh die Mehrheit an Adama Barrow verloren hatte und die Gültigkeit der Wahl anfocht, erfuhr Badjie besondere Aufmerksamkeit. Unmittelbar nach Bekanntgabe des Wahlausganges im Dezember stellte er sich zunächst hinter Barrow, im Dezember äußerte er sich loyal gegenüber Jammeh. Als die Streitkräfte der Westafrikanische Wirtschaftsgemeinschaft (ECOWAS) mit einem Mandat der UN in Gambia intervenierte, betonte er, dass seine Truppen nicht gegen die ECOWAS kämpfen und sie im Gegenteil freundlich empfangen werde.
Nach dem Regierungswechsel blieb Badjie vorerst Chief of Defence Forces, wurde jedoch Ende Februar 2017 von Generalleutnant Kinteh in der Funktion des Oberbefehlshabers der Streitkräfte ersetzt. Später wechselte er in den diplomatischen Dienst und vertrat Gambia in Kuba. Dieses Amt hatte er bis Februar, bis er von Kujejatou Manneh abgelöst wurde.

## Familie
Ensa Badjie, ein ehemaliger Inspector General of Police ist sein Bruder.